# Tel Esur
Tel Esur (hebrejsky: תל אסור, arabsky: Tal al-Asavir) je pahorek a sídelní tel o nadmořské výšce 66 metrů v severním Izraeli.
Leží v pobřežní nížině cca 37 kilometrů jižně od centra Haify, na východním okraji vesnice Ejn Iron, 12 kilometrů od Středozemního moře. Má podobu výrazného návrší, které vystupuje z jinak převážně ploché krajiny. Jihovýchodně od pahorku ústí do pobřežní nížiny z kopcovité vysočiny přitékající vádí Ara (Nachal Iron), podél kterého tu vede dálnice číslo 65. Na sever leží údolí Bik'at ha-Nadiv coby pokračování pobřežní planiny.
Jde o archeologickou lokalitu s prokázaným osídlením od doby bronzové. Dochovaly se tu stopy opevnění. Na východním úpatí pahorku leží pramen Ejn Arubot (עין ארובות), u kterého ve středověku vznikl chán neboli karavansaraj - tedy hostinec pro obchodní karavany. V letech 2001-2003 zde probíhal archeologický výzkum pod vedením Adama Zertala, později se do plošných vykopávek zapojili studenti Haifské univerzity i obyvatelé okolních obcí.